# 乐乐法利
乐乐法利（英語：LeLe Farley，1991年6月5日—），本名劳伦斯·亚历山大·法利，简称亚历克斯·法利 (Alex Farley)，美国YouTuber、饶舌歌手、棟篤笑演员。其曾在中国大陆实习及留学生活，2020年因讽刺中华人民共和国国家领导人习近平及中华人民共和国政府的短剧而被中国大陆全网封杀。

## 简介
亚历克斯·法利于1991年6月5日生于美国南方，在美国南方的德克萨斯州长大。根据其自述，其有西班牙和爱尔兰血统。15岁时，法利搬至佛蒙特州，此前其曾于得克萨斯州、堪萨斯州和华盛顿特区生活过。高中时，法利认为汉字看起来很酷且西班牙语语法非常困难，故选修了中文课。2007年夏，高一和高二之间的暑假期间，16岁的法利作为交换生第一次来到中国，去了桂林的大农村待了一个月。
此后，法利入读查爾斯頓學院并结识了郭杰瑞，后转学至埃默里大學。大学期间，法利继续学习中文，并选修了一门有关文化大革命的课程。2009年夏，大二和大三之间的暑假期间，19岁的法利前往上海实习。在埃默里大学完成经济学和中国研究双学位后，法利获得南京大学孔子学院的资助，2014年赴此地学习高级汉语。
一年后，法利考入中央戏剧学院，拿着全额奖学金来到北京，学习表演和播音主持。在中戏期间，凭借自己的语言和表演天赋，法利开始在中国大陸演艺圈暂露头角。他参与了一些电视节目，也有一些娱乐公司找上门来，但几乎每一次试镜机会都因无法流利念出经纪公司准备好的稿子上的官话套话而搞砸。迫于生计，法利也曾为中国共产党機關報《人民日报》做过几个月的编译。2017年夏，法利从中戏退学并返美。同样迫于生计，法利到洛杉矶当地的华人电视台工作，做双语主持，也为中华人民共和国政府机构主持一些现场活动；也曾为中国大陸影音平台爱奇艺采访过好莱坞艺人。
2018年，法利申请到了上海戏剧学院的硕士项目，于2018年秋季入学，他卖掉了自己的家当，前往上海。因对中国大陸社会环境急转直下而产生焦虑担忧，法利又于同年圣诞节前返回美国。2019年2月，法利搬回洛杉矶，靠表演单口喜剧和主持双语活动谋生。
2020年，2019冠状病毒病疫情爆发。受美国单口喜剧演员戴夫·查普爾台词的警醒，在家人朋友的鼓励下，法利决定做其一直想做的政治讽刺。同年3月，法利发布歌曲《White Monkey》（白猴子），讽刺了在华生活的外国人圈子里的“洋五毛”。6月4日，法利发布“新冷战2020”系列幽默短剧，其扮演小熊維尼，讽刺、挖苦中华人民共和国国家领导人习近平及中华人民共和国政府，一天后便在中国大陆被全网封杀。
2023年4月，中華民國總統蔡英文与美國眾議院議長凱文·麥卡錫于美国加州雷根圖書館会晤，现场有大量挺中人士（支持中华人民共和国政權的人士）集结抗议。乐乐法利录制了一个视频，其身着红军军装，佯装挺中人士混入挺中抗议群众，跟著高喊“支持中国”口号“反串”，一边调侃挺中人士“演技差”、“收了钱”，之后“变节”进入挺台阵营，对挺中人士开呛。同年年末，乐乐法利首次参加台湾政论节目：三立新聞網《94要客訴》，并在节目中表示不支持台灣民眾黨及其黨主席柯文哲。2024年1月7日，乐乐法利发布观摩民主進步黨正副总统候选人賴清德、蕭美琴造势辅选活动的视频，并与赖萧二人互动。

## 相關事件

### 在台灣非法工作被拒入境
2025年3月22日，乐乐法利发布影片稱，他申請到中華民國內政部移民署發行之中華民國就業金卡，3月11日準備從洛杉磯國際機場飛往台灣，掃描美國護照後被航空公司櫃檯人員告知在台灣被禁止入境。3月22日，內政部移民署表示，2023年乐乐法利在台灣非法工作而遭臺北市政府勞動局裁處在案，尚在《禁止外國人入國作業規定》管制禁止入境期間，不符合中華民國就業金卡核發要件；移民署已依規定撤銷其許可，並檢討相關行政作業流程。
2025年3月23日，臺北市政府勞動局表示，2023年樂樂法利等多位未申請工作許可的外國人參加多個政論節目且收受報酬，臺北市勞動力重建運用處查證屬實並依《就業服務法》移送勞動局裁處，但裁處對象已不在中華民國境內，故勞動局移請內政部移民署依《入出國及移民法》辦理。移民署表示，樂樂法利等外國人持觀光免簽證入境，卻從事不符合目的之活動，違反《入出國及移民法》，故遭移民署管制禁止入境；基於行政一體，行政機關適用法律，屬各自分工，並無違誤。

## 作品

### 音乐作品
| 曲名                                | 歌手                          | 发行日期      |
| ----------------------------------- | ----------------------------- | ------------- |
| White Monkey （白猴子）             | 乐乐法利（feat. Dede Harlan） | 2020年3月6日  |
| Earth's Afterparty （地球余兴派对） | 乐乐法利（feat. Dede Harlan） | 2020年4月24日 |
| Donald the Pooh （唐纳德噗噗熊）    | 乐乐法利                      | 2020年7月17日 |
| Ms. Communist （党妞儿）            | 乐乐法利（feat. Moh Fi）      | 2021年2月14日 |
| The Party's MC （党的MC）           | 乐乐法利                      | 2022年2月18日 |

### 影视作品
| 作品名称           | 角色   | 年份   |
| ------------------ | ------ | ------ |
| 电视剧《淬火成钢》 | 马海德 | 2016年 |